# Alford Plea
Per Alford Plea (anche Alford Doctrine o Alford guilty plea) si intende, nel linguaggio giuridico statunitense, una particolare dichiarazione resa dall'imputato in un processo di diritto penale: in base a essa, l'imputato non si dichiara colpevole del reato per cui è imputato, ma è consapevole e ammette che la pubblica accusa può fornire al giudice o alla giuria prove sufficienti a ottenere un verdetto di colpevolezza. Un Alford Plea è generalmente il presupposto per poter ottenere un accordo di patteggiamento da parte dell'imputato.